# Amblychia geminicauda
Amblychia geminicauda là một loài bướm đêm trong họ Geometridae.